# Ashibusa jezoensis
Ashibusa jezoensis är en fjärilsart som beskrevs av Matsumura 1931. Ashibusa jezoensis ingår i släktet Ashibusa och familjen fransmalar. Inga underarter finns listade i Catalogue of Life.